# Max von Rümelin

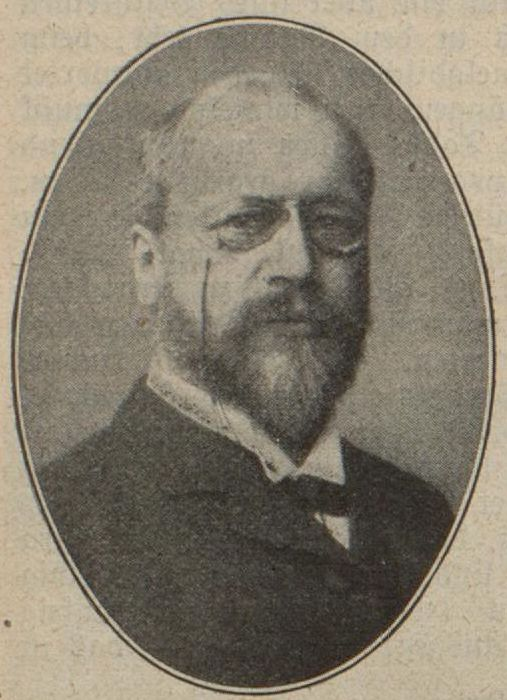
Max von Rümelin 1908

Max Friedrich Gustav Rümelin, ab 1905 von Rümelin, (* 15. Februar 1861 in Stuttgart; † 22. Juli 1931 in Tübingen) war ein deutscher Rechtswissenschaftler und von 1908 bis 1931 Kanzler der Universität Tübingen.

## Familie

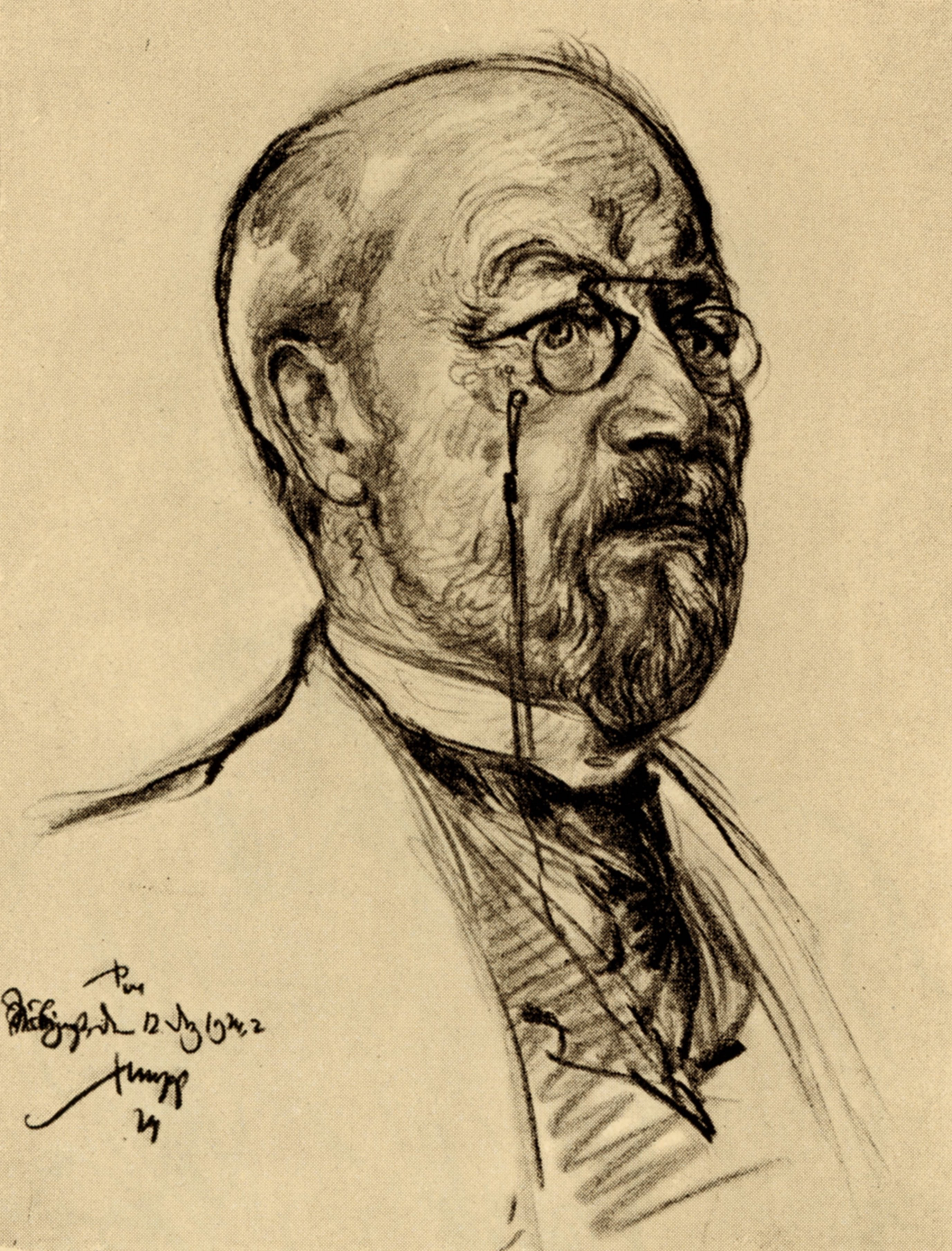
Max von Rümelin, Zeichnung von Emil Stumpp, 1924

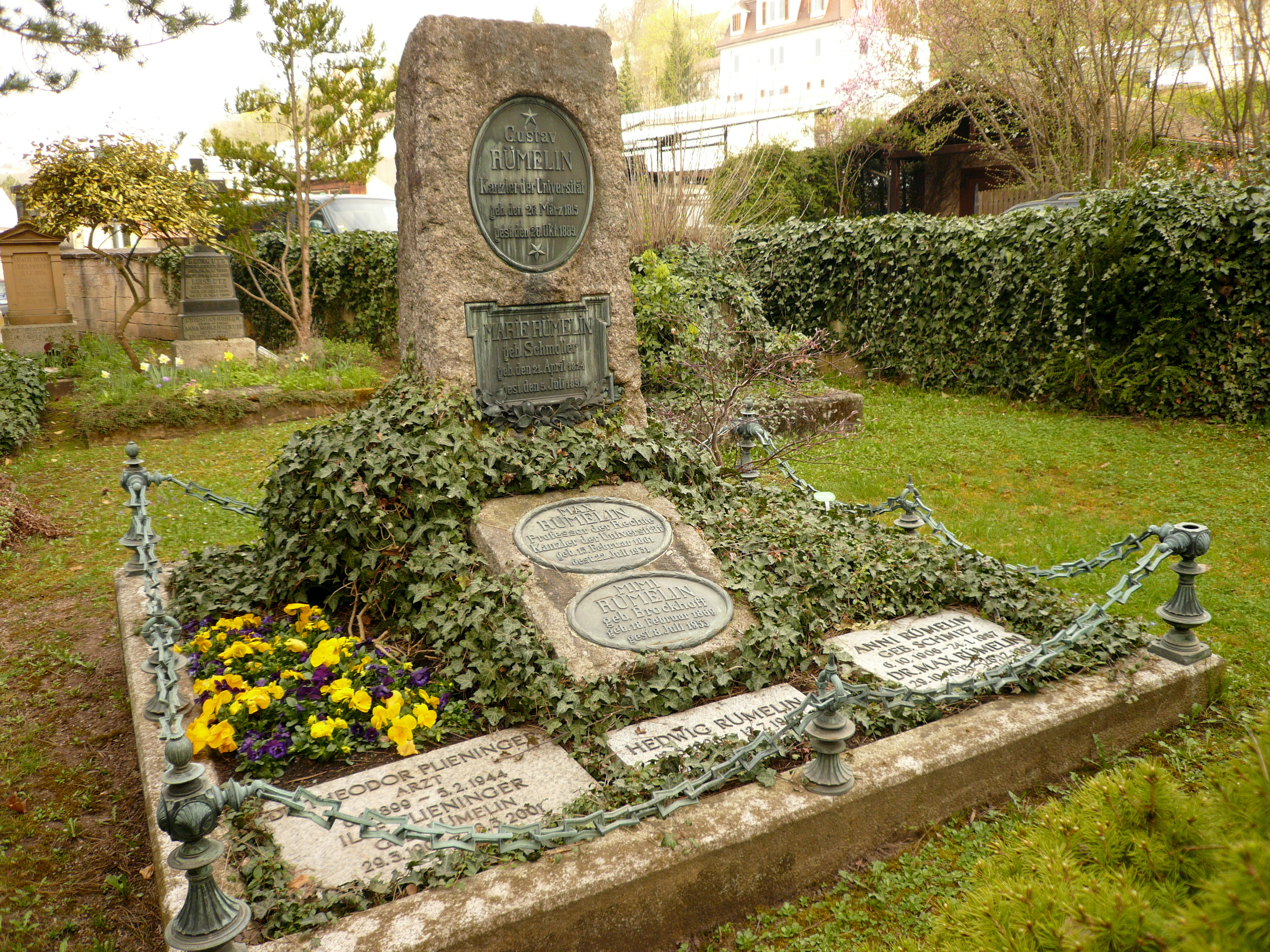
Familiengrabstätte Rümelin auf dem Tübinger Stadtfriedhof, hier ruhen neben Gustav von Rümelin auch Max von Rümelin, deren Ehefrauen und weitere Familienmitglieder

Max von Rümelin ist der Sohn  von Gustav von Rümelin und  Marie Rümelin (1824–1891), Tochter des württembergischen Finanzrats und  Kameralverwalters Friedrich von Schmoller (1795–1865) und seiner Ehefrau Therese, geb. Gärtner (1804–1846), Gustav Friedrich Eugen Rümelin ist sein Bruder. Max von Rümelin war verheiratet mit Wilhelmine Rümelin (1869–1953), Tochter des Universitätsrichters Gustav Brockhoff (1825–96) in Bonn. Der Ehe entsprossen ein Sohn und drei Töchter. Eine seiner Töchter war mit Mediziner Richard Siebeck (1883–1965) verheiratet. Ein Neffe von ihm war der spätere Vizepräsident des Bundessozialgerichts Gustav Brockhoff (1895–1967).

## Leben
Rümelin studierte insbesondere an der Universität Tübingen. Seine Habilitation erfolgte an der Universität Bonn. Der promovierte Jurist lehrte zunächst als ordentlicher Professor der Rechtswissenschaft, Römisches Recht und Zivilprozessrecht an der Martin-Luther-Universität Halle-Wittenberg. 1895 folgte Rümelin einem Ruf an die Eberhard Karls Universität Tübingen. Dort war er von 1906 bis 1907 Rektor der Universität. Von 1907 bis 1908 vertrat  Rümelin die Landesuniversität in der Ersten Kammer des Württembergischen Landtags. Von 1908 bis 1931 war er Kanzler der Universität Tübingen, daneben ab 1914 Staatsrat. 
Rümelin war seit dem Wintersemester 1878 Mitglied der den süddeutschen Liberalismus prägenden Tübinger Studentenverbindung „Akademische Gesellschaft Stuttgardia“.
Max von Rümelin verfasste den Nachruf auf Oskar von Bülow, erschienen als Druck im Jahre 1908 in der Reihe Archiv für Civilistische Praxis. Herausgegeben von Heck, M. Rümelin, Wendt. Professoren der Tübinger Juristenfakultät. 103. Band. Tübingen. Verlag J. C. B. Mohr (Paul Siebeck). 1908. 33 S.

## Ehrungen
- 1905 wurde Max von Rümelin mit dem Ehrenkreuz des Ordens der württembergischen Krone ausgezeichnet. Bis 1913 war für württembergische Untertanen mit der Verleihung des Ordens die Erhebung in den persönlichen, nicht vererbbaren Adel verbunden.
- 1930 wurde ihm der Dr. theol. h. c. und 1931 der Dr. sc. pol. h. c. verliehen.

## Schriften (Auswahl)
- Zur Geschichte der Stellvertretung im römischen Civilprocess. Mohr, Freiburg/Br. 1886 (Dissertation Universität Tübingen).
- Das Selbstcontrahieren des Stellvertreters nach gemeinem Recht. Mohr, Freiburg/Br. 1888.
- Die Gründe der Schadenszurechnung und die Stellung des deutschen bürgerlichen Gesetzbuchs zur objektiven Schadensersatzpflicht. Mohr, Freiburg/Br. 1896.
- Der Zufall im Recht. Akademische Antrittsrede. Mohr, Freiburg/Br. 1896.
- Die Verwendung der Causalbegriffe in Straf- und Civilrecht. Mohr, Tübingen 1900.
- Der Vorentwurf zu einem schweizerischen Zivilgesetzbuch. Duncker & Humblot, Leipzig 1901.
- Zur Lehre von den Schuldversprechen und Schuldanerkenntnissen des BGB. Mohr, Tübingen 1906.

Außerdem veröffentlichte er zahlreiche Reden mit Themen zu allgemeinen rechtswissenschaftlichen Fragen. 